# Obertura de la gran Pascua rusa

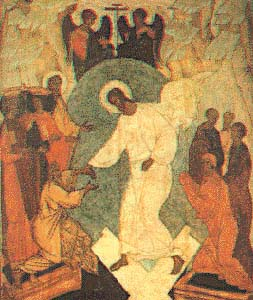
Icono ruso sobre la resurrección,

La Obertura de la gran Pascua rusa, Op. 36 (Svetliy prazdnik, también conocida como Obertura para el festival de la Pascua rusa') es una obertura concierto compuesta por el compositor ruso Nikolái Rimski-Kórsakov entre agosto de 1887 y abril de 1888, dedicada a la memoria de Modest Músorgski y Aleksandr Borodín, dos miembros del grupo de Los Cinco. Se subtitula «Obertura sobre temas litúrgicos». Es la última de tres piezas excepcionalmente brillantes para orquesta, precedida por el Capricho español y Scheherezade. El estreno tuvo lugar en San Petersburgo a finales de diciembre de 1888.

## Instrumentación
La obertura está orquestada para una orquesta romántica compuesta de 3 flautas (1 doblando el flautín), 2 oboes, 2 clarinetes en do, 2 fagotes, 4 trompas en fa, 2 trompetas en si bemol, 3 trombones, tuba, 3 timbales en la, re y sol, percusión (glockenspiel, triángulo, platillos, caja orquestal, gong), arpa y cuerda.

## Antecedentes
Las melodías de esta obertura están tomadas mayormente de la liturgia de la Iglesia ortodoxa rusa, sobre la base de una antigua colección de cantos llamados Obikhod. Rimski-Kórsakov incluye varias citas bíblicas en la partitura para guiar al oyente así como su intención, incluyendo el salmo 68 y  el Marcos 16. 
En esta obertura, el compositor, como dice en su autobiografía, está dispuesto a reproducir "la legendaria y el «aspecto legendario y pagano de la fiesta, y la transición de la solemnidad y el misterio de la noche de la Pasión del sábado a las desenfrenadas celebraciones pagano-religiosas de la mañana del domingo de Pascua». Rimski-Kórsakov siempre tuvo un gran interés en los temas  litúrgicos y su música, aunque se consideraba a sí mismo no creyente o ateo (véase el artículo principal Nikolái Rimski-Kórsakov y las notas al pie).

## Estructura
El inicio está escrito en tiempo de 5/2 (léase cinco por dos) y es una de las obras más famosas a 5 para orquesta. La sección final de la pieza presenta un compás de 2/1, con un uso en ocasiones del 3/1, y es una de las pocas obras orquestales en usar tanto una como otra indicaciones de compás.